# Piptadenia weberbaueri
Piptadenia weberbaueri är en ärtväxtart som beskrevs av Hermann August Theodor Harms. Piptadenia weberbaueri ingår i släktet Piptadenia och familjen ärtväxter. IUCN kategoriserar arten globalt som sårbar. Inga underarter finns listade i Catalogue of Life.